# Karl Adolph
Karl Adolph (Vienne, 19 mai 1869 - ibidem, 22 novembre 1931) était un écrivain autrichien.
Adolph est le fils d'un assistant-peintre et grandit dans des conditions difficiles dans la banlieue de Vienne. 
Au début de sa carrière, il travaille comme assistant-peinture et, à partir de 1901, il travaille comme juriste dans l'administration de l'hôpital général de Vienne. Avec Schackerl, il obtient son premier succès littéraire en 1912. En outre, il fut employé du journal Wiener Arbeiter-Zeitung, qui publia plusieurs de ses œuvres. 
Vers la fin de sa vie, des problèmes de santé restreignent de plus en plus son travail littéraire.
Son œuvre décrit la vie des prolétaires et de petits bourgeois des banlieues de Vienne.

## Œuvre
- Lyrisches (1897)
- Haus Nr. 37 (1908)
- Schackerl  (1912)
- Töchter  (1914)
- Am 1. Mai (1919)

## Prix
- Bauernfeld-Preis (1914)